# Революція гвоздик

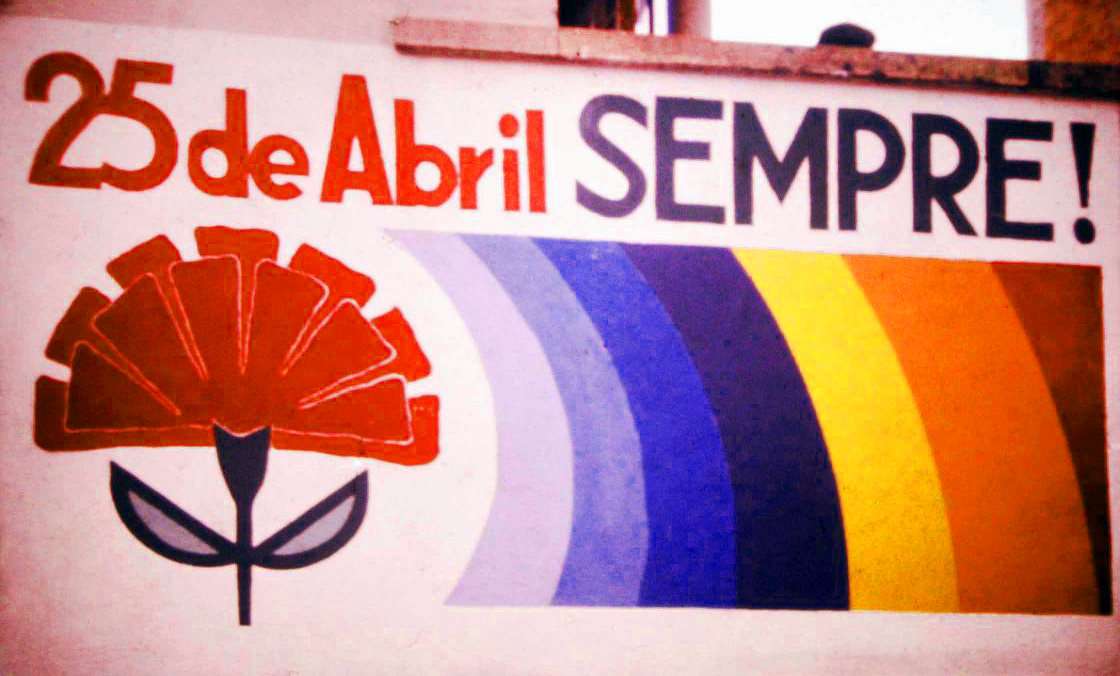
Революція гвоздик, 1974

39° пн. ш. 9° зх. д. / 39° пн. ш. 9° зх. д.
Революція гвоздик (порт. Revolução dos Cravos) або 25 квітня (порт. 25 de Abril) — військовий переворот лівих офіцерів, який 25 квітня 1974 року повалив авторитарний режим Нової Держави в Лісабоні, спричинивши значні соціальні, економічні, територіальні, демографічні та політичні зміни в Португалії та її заморських колоніях в рамках Революційного процесу в дії (порт. Processo Revolucionário Em Curso). Наслідком став перехід Португалії до демократії та завершення Колоніальної війни.
Революція почалася як переворот, організований Рухом збройних сил (порт. Movimento das Forças Armadas) (MFA), що складався з військових офіцерів, які виступили проти режиму, але незабаром до нього приєдналася несподівана, народна кампанія громадянського опору. Почалися переговори з африканськими рухами за незалежність, і до кінця 1974 року португальські війська були виведені з Португальської Гвінеї, яка стала державою-членом ООН під назвою Гвінея-Бісау. 1975 року незалежність здобули Кабо-Верде, Мозамбік, Сан-Томе і Принсіпі та Ангола в Африці, а також проголосив незалежність Східний Тимор у Південно-Східній Азії. Ці події спричинили масову еміграцію португальських громадян з африканських територій Португалії (переважно з Анголи та Мозамбіку), що призвело до появи понад мільйона португальських біженців — реторнадос.
Революція гвоздик отримала свою назву завдяки тому, що під час неї майже не пролунало жодного пострілу, а також тому, що коли населення вийшло на вулиці, щоб відсвяткувати кінець диктатури, працівниця ресторану Селеста Каейру запропонувала гвоздики солдатам, а інші демонстранти наслідували її приклад і поклали гвоздики на дула рушниць і на солдатську форму. У Португалії 25 квітня є національним святом — День Свободи, (порт. Dia da Liberdade) що відзначається на честь революції.
Організована майором, пізніше — бригадним генералом Отелу Сарайвою де Карвалью (порт. Otelo Saraiva de Carvalho) за допомогою приблизно 300 офіцерів різних політичних поглядів, в основному капітанів за військовим званням.
Сигналом до початку підготовчого етапу стала передача по радіо порт. «E depois do adeus» («і після прощання»), це був тодішній португальський номінант на пісенний конкурс Євробачення, передана о 22:55 24 квітня, а початок самого заходу повинен бути переданий по католицькому радіоканалу «Ренашсенса» пісні композитора Жозе Афонсу «Grândola, vila morena» («Грандола, селище-смуглянка»), яка вийшла в ефір о 1:05 25 квітня. У розпорядженні організаторів були інженерний полк, школа військових адміністраторів, батальйон «касадореш», полк легкої артилерії, команда стрілецького полігону, піхотний полк, навчальний центр артилерії, 10-а група поліції громадського порядку, три військові школи різного профілю в околицях Лісабона, кавалерійський полк (де-факто танковий), навчальний центр «спеціальних операцій».
О 3-й годині ночі були взяті штаб гарнізону, радіостанції, телебачення, аеропорт, і введені сили в район Террейру-ду-Пасу, де розташовувалися міністерства. О 11:45 змовники оголосили, що контролюють ситуацію в країні на всій її площі, але прем'єр-міністра Марселу Каетану вдалося вмовити піти у відставку тільки ввечері.
На вулицях викрикувалось гасло «O Povo unido, jamais será vencido!» («Об'єднаний народ ніколи не переможуть!», переклад пісні «El pueblo unido jamás será vencido», присвяченої опору чилійської диктатури), що знаменувало закінчення найтривалішої фашистської диктатури в Європі.

## Передумови
До 1970-х років майже півстоліття авторитарного правління обтяжувало Португалію. Державний переворот 28 травня 1926 року запровадив авторитарний режим, що включав соціальний католицизм та інтегралізм. 1933 року режим був перейменований на Estado Novo (Нова держава). До 1968 року посаду прем'єр-міністра обіймав Антоніу де Олівейра Салазар.
На фіктивних виборах кандидат від влади зазвичай балотувався без опонентів, тоді як опозиція використовувала обмежені політичні свободи, дозволені під час короткого виборчого періоду, для протесту, знімаючи своїх кандидатів перед виборами, щоб позбавити режим політичної легітимності.
Політична поліція Нової держави, PIDE (Polícia Internacional e de Defesa do Estado, пізніше DGS, Direcção-General de Segurança, а спочатку PVDE, Polícia de Vigilância e Defesa do Estado), переслідувала опонентів режиму, яких часто піддавали тортурам, ув'язнювали або вбивали.
1958 року генерал Умберту Дельгаду, колишній член режиму, виступив проти кандидата в президенти від режиму Амеріку Томаша і відмовився знімати свою кандидатуру. Томаш переміг на виборах, незважаючи на заяви про масові фальсифікації, а уряд Салазара відмовився від практики всенародного обрання президента і передав цю функцію Національній асамблеї.
Португалія зберігала нейтралітет у Другій світовій війні, і спочатку була терпимою до своїх повоєнних партнерів по НАТО через свою антикомуністичну позицію. З розвитком холодної війни країни західного та східного блоків змагалися між собою, підтримуючи партизанів у португальських колоніях, що призвело до колоніальної війни 1961—1974 років.
1968 року Салазар переніс інсульт і був замінений на посаді прем'єр-міністра Марселу Каетану, який прийняв гасло «безперервної еволюції», пропонуючи реформи, такі як щомісячна пенсія для сільських працівників, які ніколи не робили внесків до системи соціального забезпечення Португалії. «Весна Марселу Каетану» передбачала більшу політичну толерантність та свободу преси і розглядалася як можливість для опозиції домогтися поступок від режиму. 1969 року Каетану санкціонував перший демократичний профспілковий рух в країні з 1920-х років. Однак після виборів 1969 і 1973 років реакціонери та військові виступили проти Каетану, розпочавши політичні репресії проти комуністів і антиколоніалістів.

### Економічні умови

Португальські колонії в Африці

Економічна політика режиму Нової держави заохочувала формування великих конгломератів. Режим підтримував політику корпоратизму, яка призвела до того, що значна частина економіки опинилася в руках конгломератів, у тому числі заснованих сім'ями Антоніу Шампалімо (Banco Totta & Açores, Banco Pinto & Sotto Mayor, Secil, Cimpor), Жозе Мануеля де Меллу (Companhia União Fabril), Амеріко Аморіма (Corticeira Amorim) та сім'єю душ Сантуш (Jerónimo Martins).
Однією з найбільших була Companhia União Fabril (CUF) з широким спектром інтересів, включаючи цемент, нафтопродукти та агрохімію, текстиль, напої, військово-морське та електротехнічне машинобудування, страхування, банківську справу, папір, туризм і гірничодобувну промисловість, з філіями, заводами та проєктами по всій Португальській імперії.
Інші середні сімейні компанії спеціалізувалися на текстилі (наприклад, у Ковіляні та на північному заході), кераміці, порцеляні, склі та кришталі (наприклад, в Алкобасі, Калдаш-да-Раїні та Маріня-Гранде), інженерній деревині (наприклад, SONAE, поблизу Порту), рибні консерви (Алгарве і північний захід), рибальство, харчові продукти й напої (лікери, пиво і портвейн), туризм (в Ешторілі, Кашкайші, Сінтрі і Алгарве) і сільське господарство (Алентежу, відоме як житниця Португалії) до початку 1970-х років. Сільські родини займалися сільським та лісовим господарством.
Доходи колоній надходили від видобутку ресурсів: нафти, кави, бавовни, кеш'ю, кокосів, деревини, мінералів (включаючи алмази), металів (таких як залізо та алюміній), бананів, цитрусових, чаю, сизалю, пива, цементу, риби та інших морепродуктів, яловичини та текстилю. Профспілки були заборонені, а законодавство про мінімальну заробітну плату не виконувалося. Починаючи з 1960-х років початок колоніальних воєн в Африці спричинив значні соціальні зміни, серед яких швидке включення жінок на ринок праці.

### Колоніальна війна

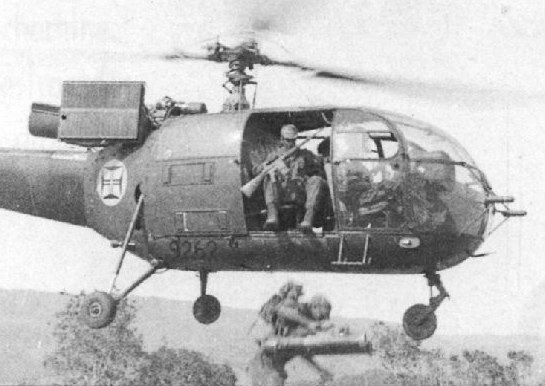
Гелікоптер ПС Португалії

В африканських колоніях — Мозамбіку, Конго, Анголі та Гвінеї — розпочалися рухи за незалежність. Режими Салазара та Каетану відреагували на це тим, що дедалі більше коштів з португальського бюджету спрямовували на колоніальну адміністрацію та військові витрати, а країна ставала дедалі більш ізольованою від решти світу, стикаючись із наростанням внутрішніх розбіжностей, ембарго на постачання зброї та іншими міжнародними санкціями.
На початку 1970-х років португальські військові були перевантажені, а політичного розв'язання проблеми не було видно. Хоча кількість жертв була відносно невеликою, війна вступила в друге десятиліття; Португалія зіткнулася з критикою з боку міжнародної спільноти і ставала все більш і більш ізольованою. 1973 року Генеральна Асамблея ООН прийняла резолюцію, яка закликала Португалію негайно вивести свої війська з Гвінеї. Звірства, такі як різанина у Віріяму, підірвали популярність війни та дипломатичну позицію уряду, хоча деталі цієї різанини досі викликають суперечки.
Війна стала непопулярною в Португалії, і країна дедалі більше поляризувалася. Тисячі лівих студентів та антивоєнних активістів уникали призову, нелегально емігруючи, переважно до Франції та США. Тим часом три покоління правих бойовиків у португальських школах керувалися революційним націоналізмом, частково під впливом європейського неофашизму, і підтримували Португальську імперію та авторитарний режим.
Війна мала глибокий вплив на країну. Революційний Рух збройних сил (РЗС) розпочався як спроба звільнити Португалію від режиму Нової держави та виступити проти нових військових законів, що набували чинності. Закони передбачали скорочення військового бюджету та реформування португальських збройних сил. Молоді випускники військової академії були обурені програмою Каетану, яка передбачала призначення офіцерів ополчення, що пройшли короткий курс підготовки і служили в оборонних кампаніях колоній, на рівні з випускниками академії.

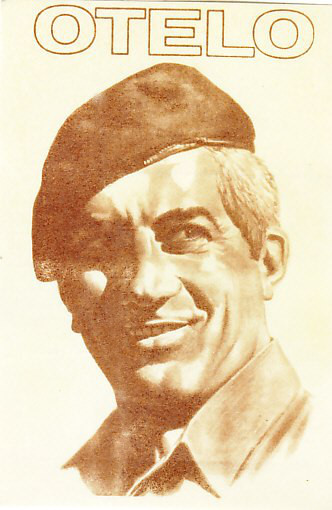
Передвиборчий плакат 1976 року із зображенням лідера Революції гвоздик Отело Сарайва де Карвалью

## Революція
У лютому 1974 року Каетану вирішив усунути генерала Антоніу де Спінолу від командування португальськими військами у Гвінеї через дедалі більшу незгоду Спіноли з просуванням по службі офіцерів і напрямком португальської колоніальної політики. Це сталося невдовзі після публікації книги Спіноли «Португалія і майбутнє», в якій були викладені його політичні та військові погляди на колоніальну війну. Кілька військових офіцерів, які виступали проти війни, сформували РЗС, щоб повалити уряд шляхом військового перевороту. РЗС очолили Вітор Алвеш, Отело Сарайва де Карвалью та Васко Луренсу, а пізніше до них приєднався Салгейру Мая. Руху допомагали інші офіцери португальської армії, які підтримували Спінолу і демократичні цивільні та військові реформи. Існують припущення, що революцію фактично очолив Франсішку да Кошта Гоміш.
Переворот мав два таємні сигнали. По-перше, пісня Паулу де Карвалью «E Depois do Adeus» (пісня Португалії на пісенному конкурсі Євробачення 1974 року) вийшла в ефір на Emissores Associados de Lisboa о 22:55 24 квітня. Це сповістило капітанів і солдатів повстанців про початок перевороту. Другий сигнал надійшов о 12:20 25 квітня, коли Rádio Renascença транслювала «Grândola, Vila Morena» (пісня Зеки Афонсу, впливового політичного фолк-музиканта і співака, який на той час був заборонений на португальському радіо). РЗС дало сигнал до захоплення стратегічних пунктів влади в країні.
Через шість годин Каетану поступився. Попри неодноразові радіозаклики «капітанів квітня» (РЗС), які радили цивільному населенню залишатися вдома, тисячі португальців вийшли на вулиці, змішуючись з військовими повстанцями й підтримуючи їх. Центральним місцем збору став квітковий ринок у Лісабоні, який тоді був багатий на гвоздики (саме в розпалі був їхній сезон). Деякі повстанці засовували гвоздики у стволи зброї — цей образ транслювався по телебаченню по всьому світу, що дало назву революції. Хоча перевороту не передували масові демонстрації, спонтанна участь цивільного населення перетворила військовий переворот на народну революцію, «очолювану радикально налаштованими армійськими офіцерами, солдатами, робітниками й селянами, яка повалила старечу диктатуру Салазара, використовуючи мову соціалізму та демократії. Спроба радикалізувати результат, — зазначав сучасний оглядач того часу, — мала незначну масову підтримку і була легко придушена Соціалістичною партією та її союзниками».
Каетану знайшов притулок у головній штаб-квартирі військової поліції Лісабона, Республіканської національної гвардії, в Ларгу-ду-Карму. Ця будівля була оточена РЗС, яке тиснуло на нього, щоб він передав владу генералу Спінолі. Каетану і президента Амеріку Томаша вислали до Бразилії; Каетану провів там решту свого життя, а Томаш повернувся до Португалії через кілька років. За революцією уважно спостерігала сусідня Іспанія, де уряд (і опозиція) планували наступництво іспанського диктатора Франсіско Франко. Франко помер через півтора року в 1975 році.
Четверо цивільних осіб були застрелені урядовими силами під керівництвом Генерального директорату безпеки, співробітники якого пізніше були заарештовані РЗС за ці вбивства.

## Наслідки

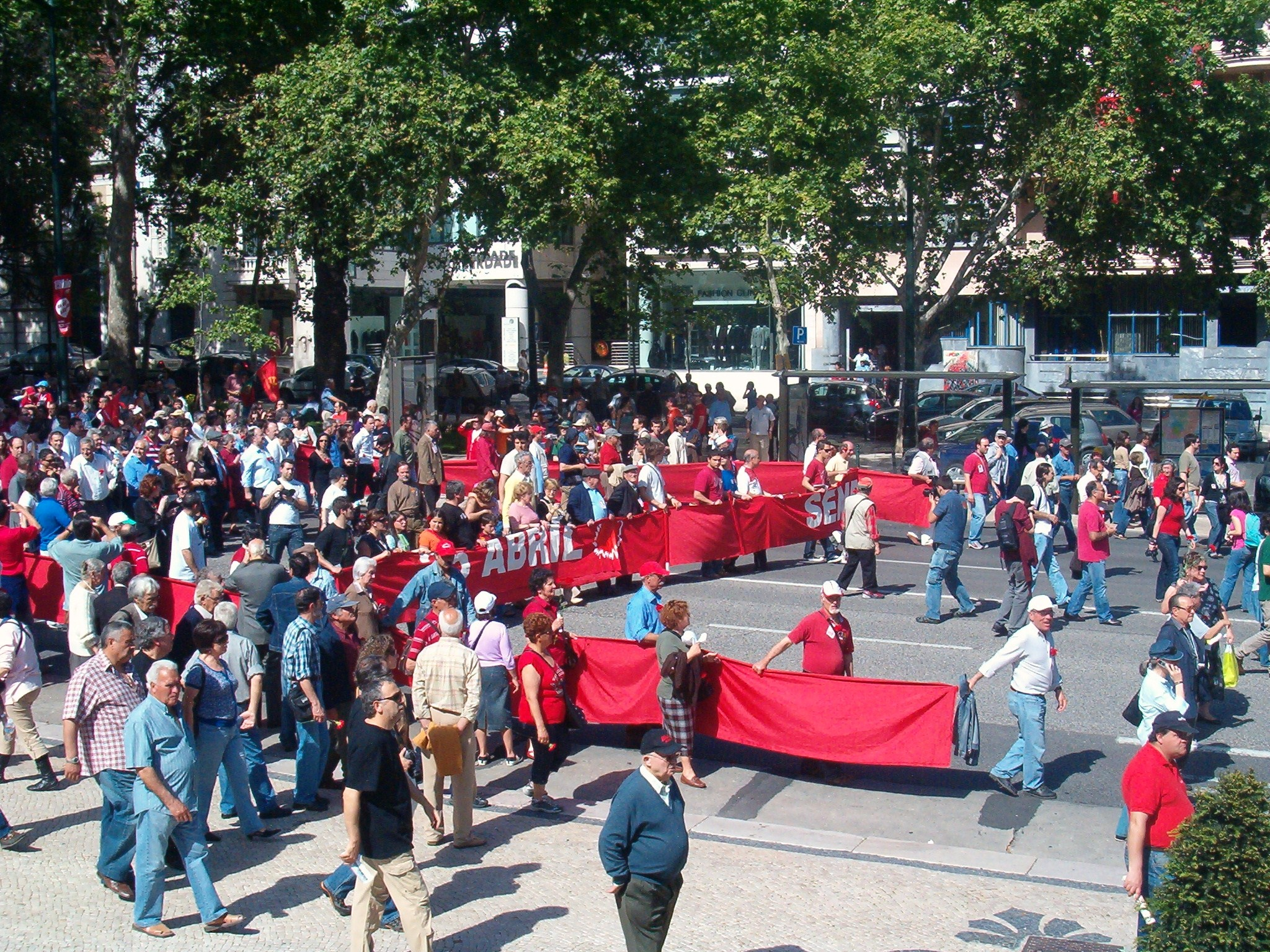
Комуністична партія Португалії бере участь у святкування 34-ї річниці Революції гвоздик, Лісабон, 25 квітня 2008 року

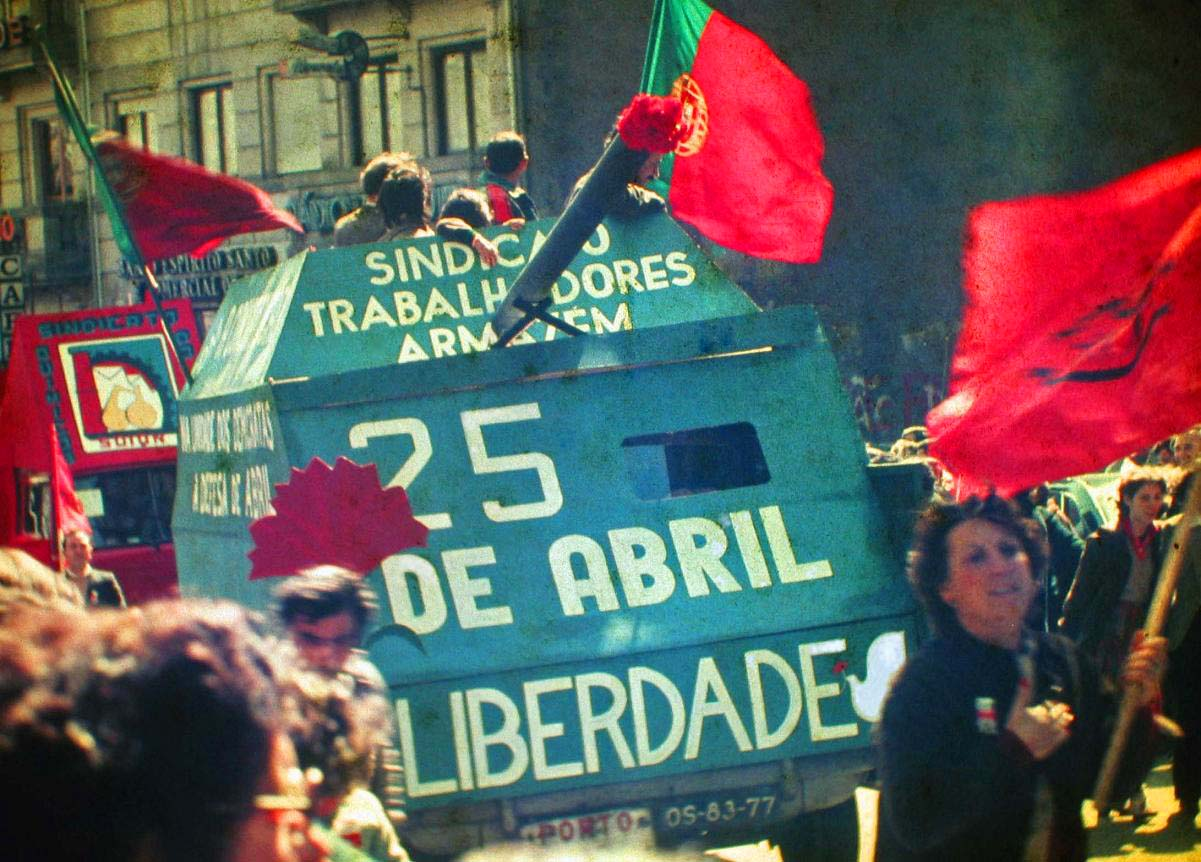
Демонстрація в Порту, 1983

Після перевороту до влади прийшла Рада національного порятунку (порт. Junta de Salvação Nacional). Португалія пережила неспокійний період, відомий як Революційний процес у дії (порт. Processo Revolucionário Em Curso).
Консервативні сили, що оточували Спінолу, і радикали з РЗС спочатку протистояли один одному (приховано чи відкрито), і Спінола був змушений призначити ключових фігур РЗС на керівні посади у сфері безпеки. Праві військові спробували здійснити невдалий контрпереворот, внаслідок якого Спінолу було усунуто з посади. Заворушення всередині РЗС між лівими силами (часто близькими до Комуністичної партії) і більш поміркованими групами (часто союзниками соціалістів) зрештою призвели до розколу групи та її розпуску.
Цей етап Революційного процесу тривав до перевороту 25 листопада 1975 року, який очолила група лівих офіцерів, зокрема Отело Сарайва де Карвалью. Переворот був охарактеризований як комуністична змова з метою захоплення влади для дискредитації могутньої Комуністичної партії. За ним настав успішний контрпереворот, здійснений більш центристськими офіцерами, і був позначений постійними тертями між ліберально-демократичними силами і лівокомуністичними політичними партіями. Перші вільні вибори в Португалії відбулися 25 квітня 1975 року з метою написання нової конституції на заміну Конституції 1933 року, яка діяла в епоху Нової держави. Ще одні вибори відбулися 1976 року, і перший конституційний уряд на чолі з лівоцентристським соціалістом Маріу Суарішем вступив на посаду.

### Деколонізація
До квітня 1974 року нерозв'язна колоніальна війна в Африці поглинала до 40 відсотків португальського бюджету. Хоча частина Гвінеї-Бісау стала незалежною де-факто 1973 року, Бісау (її столиця) і великі міста все ще перебували під португальським контролем. В Анголі та Мозамбіку рухи за незалежність були активними у більш віддалених сільських районах, звідки відступила португальська армія.
Наслідком Революції гвоздик стало раптове виведення португальського адміністративного і військового персоналу з заморських колоній. Сотні тисяч португальських африканців повернулися до Португалії. Ці люди — робітники, дрібні підприємці та фермери — часто мали глибоке коріння в колишніх колоніях і стали відомі як реторнадос.
В Анголі розпочалася громадянська війна, що тривала десятиліттями, в якій брали участь Радянський Союз, Куба, ПАР та США. Мільйони ангольців померли після здобуття незалежності через збройні конфлікти, недоїдання та хвороби. Після короткого періоду стабільності Мозамбік був втягнутий у громадянську війну, яка зробила його однією з найбідніших країн світу. Ситуація в країні покращилася з 1990-х років, були проведені багатопартійні вибори.
Східний Тимор був захоплений Індонезією і буде окупований до 1999 року. За оцінками, з 1974 по 1999 рік в результаті конфлікту загинуло 102 800 осіб (близько 18 600 вбитих і 84 200 померлих від голоду і хвороб), більшість з яких — під час індонезійської окупації.
Після тривалого періоду однопартійного правління Гвінея-Бісау пережила коротку громадянську війну і важкий перехід до цивільного правління 1998 року. Кабо-Верде і Сан-Томе і Принсіпі уникли громадянської війни в період деколонізації та створили багатопартійні політичні системи до початку 1990-х років. За договором, підписаним 1974 року, Португалія визнала включення колишньої Португальської Індії до складу Індії. Пропозиція Португалії повернути Макао Китаю 1978 року була відхилена, оскільки китайський уряд не хотів ставити під загрозу переговори з Великою Британією про повернення Гонконгу. Територія залишалася португальською колонією до 1999 року, коли Китай взяв її під свій контроль у спільній декларації та запровадив політику «одна країна, дві системи», подібну до політики Гонконгу.

### Економіка
Португальська економіка суттєво змінилася між 1961 та 1973 роками. Загальний обсяг виробництва (ВВП за вартістю факторів виробництва) зріс на 120 відсотків у реальному вираженні. Дореволюційний період характеризувався стійким щорічним зростанням ВВП (6,9 %), промислового виробництва (9 %), споживання (6,5 %) та валового нагромадження основного капіталу (7,8 %). Революційний період характеризувався повільним зростанням економіки, єдиним поштовхом до якого став вступ Португалії 1986 року до Європейської економічної спільноти. Хоча Португалія так і не відновила дореволюційного зростання, на момент революції вона була слаборозвиненою країною з поганою інфраструктурою, неефективним сільським господарством і одними з найгірших показників у сфері охорони здоров'я та освіти в Європі.
Дореволюційна Португалія мала певні соціальні та економічні досягнення. Після тривалого періоду економічного занепаду до 1914 року португальська економіка дещо відновилася до 1950 року. Це розпочало період економічного зростання, спільний із Західною Європою, з яких до 1980-х років вона була найбіднішою країною. Португальське економічне зростання між 1960 і 1973 роками (за режиму Нової держави) створило можливість для інтеграції з розвиненими економіками Західної Європи, незважаючи на колоніальну війну. Завдяки еміграції, торгівлі, туризму та іноземним інвестиціям приватні особи та компанії змінили свої моделі виробництва та споживання. Зростання складності економіки спричинила нові технічні та організаційні виклики.
13 листопада 1972 року декретом № 448/72 та розпорядженням Міністерства оборони № 696/72 було створено Заморський фонд (порт. Fundo do Ultramar, суверенний фонд) для фінансування війни. Тягар військових зусиль, що зростав, означав, що уряд повинен був знайти постійні джерела фінансування. Декрети № 353 від 13 липня 1973, № 409 від 20 серпня були прийняті з метою скорочення військових витрат і збільшення кількості офіцерів шляхом зрівняння в правах офіцерів ополчення та військової академії.
За оцінками уряду, близько 900 000 гектарів сільськогосподарських земель було захоплено в період з квітня 1974 року по грудень 1975 року в рамках земельної реформи; близько 32 відсотків привласнень були визнані незаконними. У січні 1976 року влада пообіцяла повернути незаконно захоплені землі їх власникам, а наступного року прийняла Закон про перегляд земельної реформи. Відновлення незаконно захоплених земель розпочалося 1978 року.
1960 року ВВП Португалії на душу населення становив 38 % від середнього показника Європейської економічної спільноти. До кінця періоду правління Салазара 1968 року він зріс до 48 %, а 1973 року досяг 56,4 %; на ці показники вплинули 40 % бюджету, які йшли на фінансування африканських війн. 1975 року (рік найбільших революційних потрясінь) ВВП Португалії на душу населення знизився до 52,3 % від середнього показника по ЄЕС. Через революційну економічну політику, нафтові шоки, рецесію в Європі та повернення сотень тисяч закордонних португальців з колишніх колоній, 1974—1975 роках у Португалії розпочалася економічна криза.
Зростання реального валового внутрішнього продукту відновилося в результаті економічного відродження Португалії з 1985 року та приєднання до Європейської економічної спільноти (ЄЕС). 1991 року ВВП країни на душу населення досяг 54,9 % від середнього показника по ЄЕС, що трохи перевищило рівень розпалу революційного періоду.
У січні 2011 року у Diário de Notícias (португальська бульварна газета) повідомлялося, що уряд Португалії заохочував перевитрати та інвестиційні бульбашки в державно-приватному партнерстві між 1974 і 2010 роками, а економіка була пошкоджена ризикованим кредитуванням, створенням державного боргу, надмірною зайнятістю в державному секторі, жорстким ринком праці та неправильним управлінням структурними фондами та фондами згуртованості Європейського Союзу протягом майже чотирьох десятиліть. Уряд прем'єр-міністра Жозе Сократеша не зміг передбачити або запобігти цьому, коли 2005 року вперше з'явилися симптоми, і не зміг покращити ситуацію, коли Португалія опинилася на межі банкрутства 2011 року і потребувала фінансової допомоги від Міжнародного валютного фонду та Європейського Союзу.

### Свобода віросповідання
Конституція 1976 року гарантує всім релігіям право на сповідування, а некатолицькі групи визнані юридичними особами з правом на зібрання. Некатолики, які відмовляються від військової служби з міркувань совісті, мають право подати заяву на проходження альтернативної військової служби. Однак католицька церква, як і раніше, намагається перешкоджати іншій місіонерській діяльності.

## Результати
Після раннього періоду нестабільності Португалія стала демократичною країною. Країна втратила майже всі свої колонії і пережила серйозні економічні потрясіння.

## Спадок

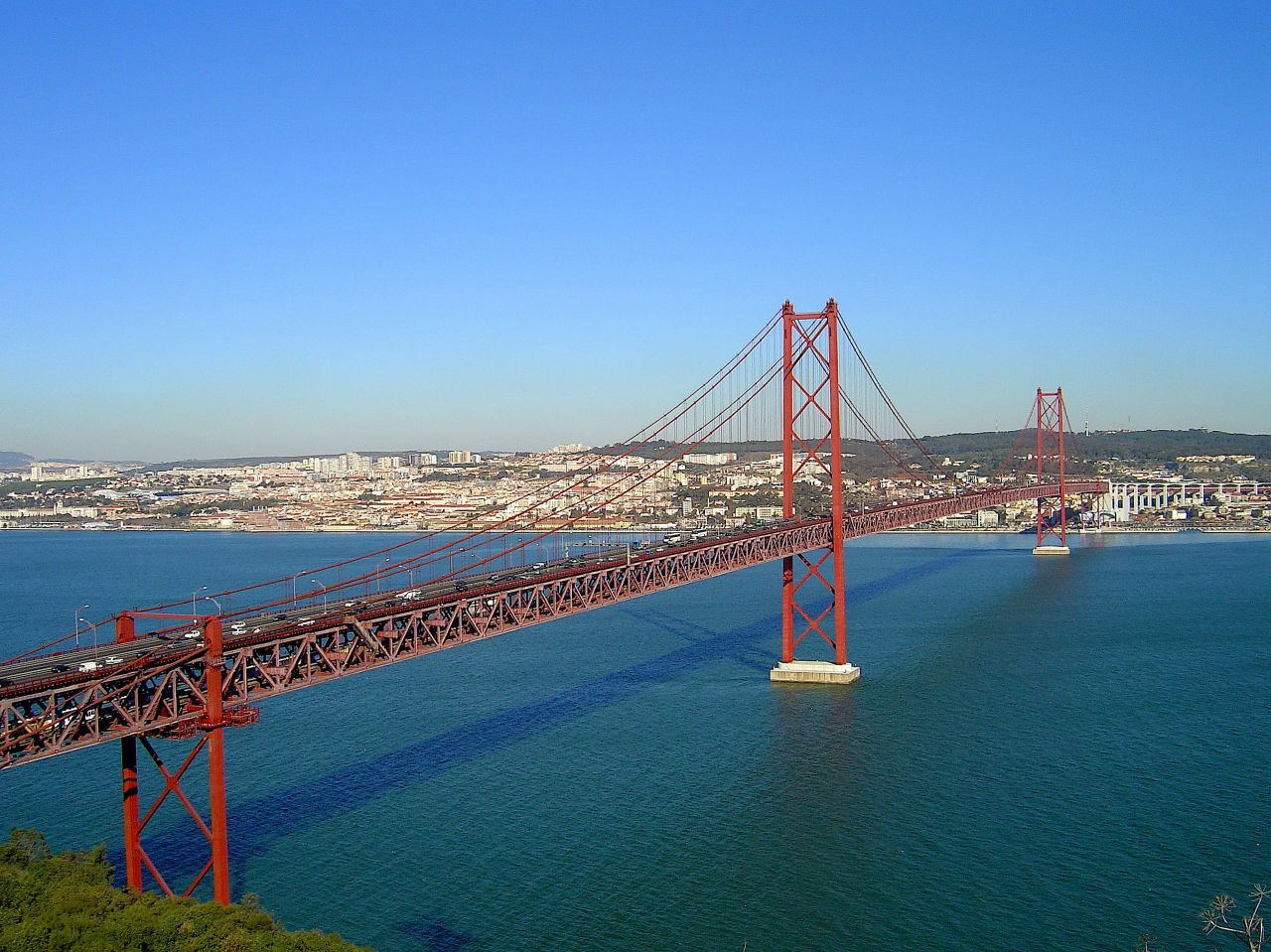
Міст імені 25 квітня

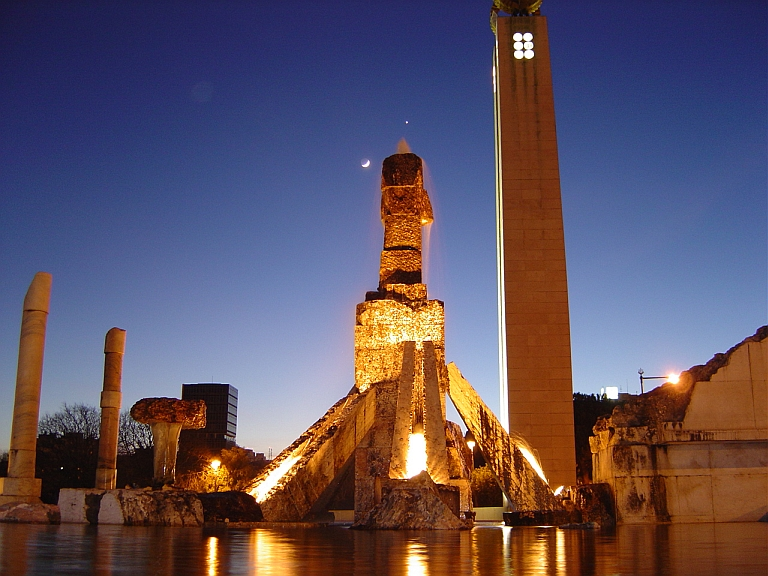
Пам'ятник Революції гвоздик у Лісабоні

5 листопада 1962 року розпочалося будівництво мосту, який зараз називається мостом імені 25 квітня. Він був відкритий 6 серпня 1966 року як міст імені Салазара, названий на честь Антоніу де Олівейра Салазара. Невдовзі після Революції гвоздик міст було перейменовано на міст імені 25 квітня. Громадяни, які знімали велику латунну табличку «Salazar» з головної опори мосту і писали на її місці тимчасовий напис «25 de Abril», були зафільмовані на плівку.
Багато португальських вулиць і площ мають назву 25 квітня, на честь дня революції. Португальський монетний двір обрав 40-ву річницю Революції гвоздик для своєї пам'ятної монети 2014 року номіналом 2 євро.

### День свободи
День Свободи (25 квітня) — національне свято, яке відзначається як за підтримки держави, так і на заходах, присвячених громадянським і політичним свободам, досягнутим після революції. Це свято відзначається на честь революції 25 квітня 1974 року і перших вільних виборів у Португалії, що відбулися наступного року.